# W. Kamau Bell
Walter Kamau Bell (Palo Alto, 26 de enero de 1973), conocido profesionalmente como W. Kamau Bell, es un comediante y presentador de televisión estadounidense. Presentó la serie de CNN United Shades of America y condujo su propio show, titulado Totally Biased with W. Kamau Bell entre 2012 y 2013. Ha participado en los podcasts Denzel Washington Is The Greatest Actor Of All Time Period con Kevin Avery y Politically Re-Active con Hari Kondabolu.

## Discografía
- 2007: One Night Only
- 2010: Face Full of Flour
- 2016: Semi-Prominent Negro